# La Grenouillère
La Grenouillère è un dipinto del pittore francese Pierre-Auguste Renoir, realizzato nel 1869 e conservato al Nationalmuseum di Stoccolma.

## Descrizione
Il dipinto risale alla fine degli anni 1860, quando il sodalizio artistico tra Renoir e l'amico Claude Monet è quasi simbiotico e di grande fecondità. Una prova di quest'intesa fervida e vitale ci è data proprio dalla serie di dipinti dedicati alla Grenouillère. Si tratta di un celebre stabilimento balneare collocato sull'isolotto di Croissy, una piccola emergenza insulare che, collocata nel bel mezzo della Senna, ne divide il corso in due rami. Il complesso della Grenouillère era frequentato dalla crème della borghesia francese, che qui trascorreva pomeriggi felici e spensierati, nuotando, remando sulla barca o godendosi la leggera freschezza dell'aria. Lo stesso toponimo «Grenouillère», che letteralmente significa «stagno delle rane», riflette scherzosamente la mondanità di questo tempio dell'amusement moderno, tanto che nel francese parlato allude a un rendez vous di ragazze desiderose di divertirsi. Ebbene, Renoir e Monet nel 1869 si recarono a Bougival, dinanzi allo stabilimento, collocarono i propri cavalletti l'uno di fronte all'altro e, in poche ore, ciascuno portò a termine la propria versione de La Grenouillère, in maniera squisitamente en plein air.
Con questo dipinto Renoir dimostra la propria devozione alle prescrizioni del poeta Baudelaire, il quale nel 1846 scrisse che: «L'eroismo della vita moderna ci circonda e ci avvolge [...] Modernità è tutto quanto è transitorio, fugace, contingente; una metà dell'arte, l'altra metà è l'eterno, l'immutabile», aggiungendo che «un artista, un vero artista sarà quello che riuscirà a strappare alla vita moderna il suo lato epico, e ci farà vedere e sentire quanto siamo grandi e poetici nelle nostre cravatte e nelle nostre scarpe lucide». Pittore magistrale della vie moderne, Renoir avrebbe dedicato alla modernità un consistente numero di tele, fra le quali spiccano senz'ombra di dubbio i celeberrimi Bal au moulin de la Galette, Ballo in città e Ballo in campagna. Come abbiamo già accennato, il soggetto dell'opera è la Grenouillère: in primo piano, infatti, vi troviamo delle imbarcazioni che galleggiano placidamente sul fiume, mentre al centro della composizione è raffigurato un isolotto artificiale affollato da vari parigini in vacanza.

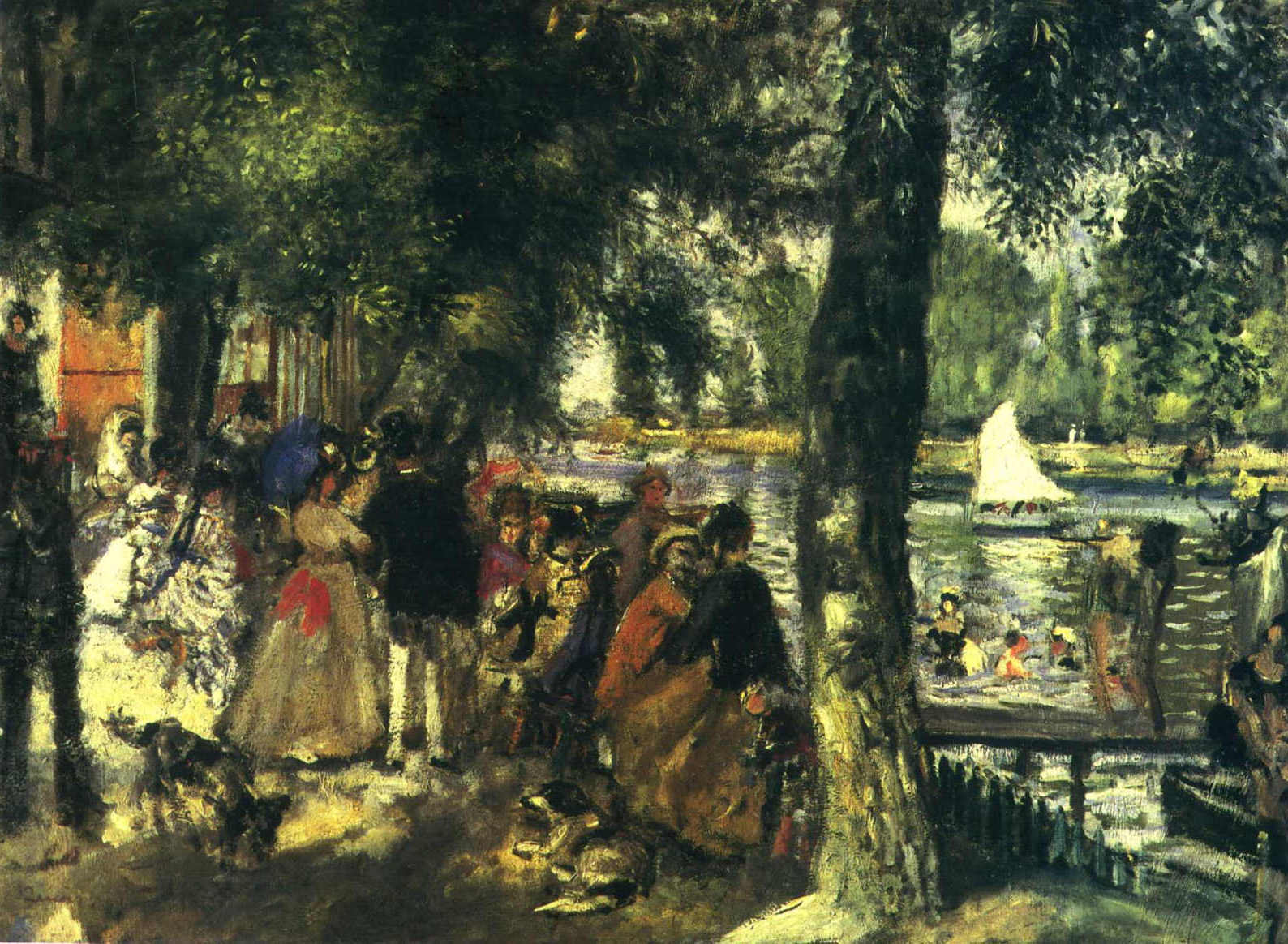
Renoir ritornò varie volte sul soggetto della Grenouillère, come in questo dipinto oggi esposto all'Ermitage di San Pietroburgo

Renoir restituisce quest'impressione della Grenouillère con un'immediatezza quasi fotografica. Dal punto di vista tecnico, il trattamento della materia pittorica è molto vario: se in primo piano le pennellate sono nette e decise, nello sfondo si fanno più leggere e filamentose, in modo da suggerire l'andamento prospettico della tela (è importante notare come la costruzione della prospettiva del dipinto venga affidata anche all'albero sull'isolotto, che con la sua sagoma scura stacca prepotentemente il primo dal secondo piano). Renoir, inoltre, dà particolare risalto ai riverberi prodotti dalla luce solare che, penetrando tra le fronde palpitanti degli alberi, si rifrange sulle acque scure della Senna. Questi fugaci riflessi vengono catturati con una frammentazione delle pennellate in tocchi tremolanti di colore, che rendono perfettamente l'instabilità e la mobilità delle acque fluviali. L'atmosfera che si respira in questo dipinto, insomma, è squillante e vacanziera, in pieno accordo con la poetica renoiriana della joie de vivre (per maggiori informazioni si consulti il paragrafo Pierre Auguste Renoir § Il pittore della joie de vivre). Risulta utile, in tal senso, confrontare il dipinto di Renoir con l'interpretazione che Monet diede della Grenouillère, così da mettere a fuoco i loro diversi modi di essere impressionisti. Renoir, pur essendo animato dalla volontà di descrivere accuratamente la percezione visiva della luce, dà infatti molta rilevanza alle figure dei parigini assiepati sotto all'albero, i quali nonostante la loro vaporosa indeterminatezza sono meglio tratteggiati che nel dipinto di Monet, che al contrario impiega una fattura decisamente più sintetica. Mentre inoltre il dipinto di Renoir preferisce cogliere la vivacità della scena, Monet dà vita a una composizione forse poco appariscente, ma decisamente più strutturata e rigorosa sotto il profilo analitico: eppure, come già abbiamo accennato, il punto di vista dei due dipinti è il medesimo.